# Möbelsparhilfe
Die Möbelsparhilfe (oder das Möbelsparen) war in der Nachkriegszeit ein Kreditinstrument, um den Kauf von Möbeln zu finanzieren.
Dabei handelte es sich um einen kombinierten Spar- / Kreditvertrag, heute am ehesten mit Bausparen zu vergleichen. In einer Sparphase wurde zunächst die Hälfte der Kaufsumme angespart. Danach erfolgte der Kauf mithilfe eines Kredits über die zweite Hälfte der Kaufsumme. Dieser wurde mit den weiterlaufenden Raten getilgt.
Initiiert wurde die Möbelsparhilfe laut einem Spiegel-Artikel von Alfred Ordnung, dem damaligen Vorsitzenden des Hamburger Möbelfachverbandes. Mitte 1949 wurde sie zunächst in Hamburg eingeführt. Danach verbreitete sie sich in allen drei westlichen Besatzungszonen, so 1951 in Bayern. Auch in der DDR wurde ab 1950 das Möbelsparen eingeführt.
Bis September 1951 wurden mit diesem Instrument in den drei westlichen Besatzungszonen Möbel für knapp 60 Millionen DM finanziert (nach heutiger Kaufkraft gemessen sind das ca. 187 Mio. €).